# Hit the Road Jack
Hit the Road Jack è un singolo soul di Ray Charles del 1961, scritto da Percy Mayfield.

## Descrizione
Il testo è un dialogo piuttosto diretto fra una donna (che nella versione di Ray Charles ha la voce di Margie Hendrix, una delle The Raelettes) e il suo convivente, Jack, che viene invitato a "togliersi dai piedi" e non tornare mai più, dato che è rimasto senza soldi e senza prospettive, nonostante le sue proteste e promesse sul fatto che un giorno o l'altro sarebbe riuscito a "rimettersi in piedi".

## Accoglienza
Nell'ottobre del 1961, Hit the Road Jack si mantenne per due settimane al primo posto nella Billboard Hot 100, al terzo in Australia ed al sesto nel Regno Unito, mentre nella classifica R&B Sides rimase prima per cinque settimane, diventando la sesta canzone di Charles a raggiungere il primo posto.
La canzone è posizionata al 377º posto nella Lista delle 500 canzoni migliori di tutti i tempi secondo la rivista Rolling Stone.

## Cover
- Richard Anthony, in francese con il titolo Fiche le camp, Jack (1961)
- The Animals (1966)
- Big Youth, una versione reggae del brano, pubblicata nel 1976
- Monica Zetterlund, versione in svedese con il titolo "Stick iväg Jack", con testo di Beppe Wolgers.
- Suzi Quatro (1974)
- John Mellencamp (1976)
- Adriano Celentano, in italiano con il titolo Dove vai Jack?, apparsa nell'album Deus (1981)
- The Weather Girls (1986)
- The Residents (1987)
- Buster Poindexter (1989)
- Tokyo Ska Paradise Orchestra (1990 - Ska Para Toujou)
- Public Enemy (1992)
- Shirley Horn, versione apparsa sul suo album Light out of darkness (a tribute to Ray Charles) (1993)
- Hermes House Band (2004 - Get Ready To Party)
- Basement Jaxx (2006)

- The Easybeats
- Sha-Na-Na
- Renee Olstead, versione apparsa sul suo album Skylark (2009)
- Wynton Marsalis, feat. Norah Jones, album Here we go again (2011)
- The Loose Cannons, versione dance (2011)
- Acid Drinkers (2012)
- Transonic Flows (2013)
- Muddy Shuffle Town (2014)
- Leslie West, album Blue Me (2006)
- Onde Acustiche, album Acoustic Way (2013)
- Throttle (2017)